# Koosje van Voorn
Koosje van Voorn, född 15 januari 1935 i Groningen, död 5 augusti 2018 i Scheveningen, var en nederländsk simmare.
Hon blev olympisk silvermedaljör på 4 x 100 meter frisim vid sommarspelen 1952 i Helsingfors.